# Арасланово (Татарстан)
Арасла́ново — село в Кайбицком районе Татарстана, входит в Багаевское сельское поселение. Расположено в бассейне реки Шеланда (правом притоке Кубни) в 11 км севернее районного центра Больших Кайбиц.

## История
Основано в XVIII веке. В дореволюционных источниках известно также под названием Мамадыш-Арасланово.
До 1860-х годов население принадлежало к категории государственных крестьян. Основное направление деятельности жителей это земледелие, скотоводство, бондарный промысел.
В начале XX века в селе действовали Никольская церковь (построена в 1901 — памятник архитектуры начала XX века), церковно-приходская школа (открыта в 1885), старообрядческая молельня, 6 ветряных мельниц, маслобойня, 3 мелочные лавки. В этот период земельный надел сельской общины составлял 2053 дес.
До 1920 село входило в Азелеевскую волость Свияжского уезда Казанской губернии. С 1920 в составе Свияжского кантона ТАССР. С 14 февраля 1927 в Кайбицком, с 1 февраля 1963 в Буинском, с 4 марта 1964 в Апастовском, с 19 апреля 1991 в Кайбицком районах.

## Никольская церковь
Никольская церковь построена в 1900—1901 годах и представляет собой однопрестольный деревянный храм. Строительство храма производилось не с «нуля», а из материалов разобранной и перевезенной церкви из села Багаево, и в 1902 году был создан приход. Тем не менее построенный храм, скорее всего, имеет мало общего со старой багаевской церковью.
Храм средних размеров пространственно организован как каменный приходской храм — двусветный объём с пятью главами и с трехъярусной колокольней. Отделка проведена в духе стилизаторства.
Строительство храма проводилось на средства прихожан и пожертвования, собранные прихожанами и духовенством. Одной из причин создания столь маленького прихода была связана с необходимостью противостояния старообрядцам, которые населяли половину села, православие было представлено крещеными татарами.

## Население
- 1782—219 душ мужского пола
- 1859—865
- 1897—1303
- 1908—1656
- 1920—1553
- 1926—1456
- 1938—1170
- 1949—562
- 1958—394
- 1970—366
- 1979—305
- 1989—191
- 1997—210
- 2010—174 чел.